# Sussaba etorofensis
Sussaba etorofensis är en stekelart som först beskrevs av Tohru Uchida 1957.  Sussaba etorofensis ingår i släktet Sussaba och familjen brokparasitsteklar. Inga underarter finns listade i Catalogue of Life.